# Willemien den Ouden
Willemien den Ouden (Alphen aan den Rijn, 9 juli 1971) is een Nederlandse jurist. Zij is sinds 1 september 2020 staatsraad in de Afdeling bestuursrechtspraak van de Raad van State en deeltijd hoogleraar staats- en bestuursrecht aan de Universiteit Leiden.

## Biografie
Tot 1990 ging Den Ouden naar het vwo aan het Christelijk Lyceum in Alphen aan den Rijn. Van 1990 tot 1994 studeerde zij theologie (differentiatie levensbeschouwingen) en van 1991 tot 1996 Nederlands recht (differentiatie staats- en bestuursrecht) aan de Universiteit Leiden. Daarna was zij tot 2007 werkzaam aan deze universiteit als achtereenvolgens aio bij het departement publiekrecht van de vakgroep staats- en bestuursrecht, universitair docent en universitair hoofddocent staats- en bestuursrecht. In januari 2002  promoveerde ze bij Thijs Drupsteen op het proefschrift Wie betaalt, bepaalt? Een onderzoek naar de rechtmatigheid van subsidieverplichtingen.
Van 1 maart 2007 tot 1 september 2020 was Den Ouden hoogleraar staats- en bestuursrecht aan de Universiteit Leiden. Op 11 april 2008 hield zij haar oratie met de titel ‘Het wankele evenwicht tussen Europees en Nederlands subsidierecht bij de uitvoering van Europese structuurfondsen’. Daarnaast is zij onderzoeker aan het E.M. Meijers Instituut. Van 1 september 2012 tot 1 maart 2016 was zij decaan van de Honours Academy van de Universiteit Leiden. Van 1 september 2017 tot 1 september 2020 was zij wetenschappelijk directeur van het Instituut Publiekrecht van de Universiteit Leiden. In deze functie werd zij opgevolgd door Stefaan Van den Bogaert. Sinds 1 september 2020 is zij deeltijd hoogleraar staats- en bestuursrecht aan de Universiteit Leiden.
Op 17 januari 2020 werd Den Ouden door de ministerraad op voorstel van de minister van Binnenlandse Zaken en Koninkrijksrelaties voorgedragen voor benoeming  als staatsraad in de Afdeling bestuursrechtspraak van de Raad van State. De benoeming ging in op 1 september 2020. Zij vervult diverse nevenfuncties naast haar wetenschappelijke loopbaan. Zo is zij onder andere raadsheer-plaatsvervanger bij het College van Beroep voor het bedrijfsleven, medewerker van het Nederlands Juristenblad, lid van de bezwaarschriftenadviescommissie van de Stichting Nederlandse Publieke Omroep, lid van de Raad van Toezicht van de Stichting Leger des Heils Welzijns- en Gezondheidszorg en lid van de Regieraad Responsieve Overheid van het ministerie van Binnenlandse Zaken en Koninkrijksrelaties.
- Gemeinsame Normdatei: 140439463
- International Standard Name Identifier: 0000 0000 7889 9723
- Library of Congress Control Number: n2017050626
- NARCIS: PRS1264300
- Nederlandse Thesaurus van Auteursnamen: 174806523
- Virtual International Authority File: 28899249
- WorldCat: E39PBJjxwJPVVxbR8Y9WKFVXBP

Leden:
Koning der Nederlanden · 
Th.C. de Graaf (vice-president) · 
R. Uylenburg (voorzitter ABRvS) · 
G.J.J. Heerma van Voss · 
E. Helder · 
H.G. Sevenster · 
L.F.M. Verhey · 
B.P. Vermeulen 

Staatsraden: 
C.H.M. van Altena ·
T. Avedissian* ·
H.J.M. Baldinger · 
A.W.M. Bijloos · 
J.C. Boeree* ·
C.J. Borman ·
J.H. van Breda ·
B.J. Bruins ·
K.M. Buitenweg ·
W.D. Bult-Spiering ·  
E.J. Daalder ·
J.Th. Drop · 
V.V. Essenburg · 
B.J. van Ettekoven · 
M.W.C. Feteris* ·
J.J.W.P. van Gastel · 
F.H.G. de Grave · 
J.W. van de Gronden* ·
G. de Groot* ·
J.F. de Groot · 
J. Gundelach ·
G.J.J. Heerma van Voss ·
S.J.C. Hemels · 
M. den Heijer · 
J. Hoekstra · 
G.J.H. Houtzagers · 
G.T.J.M. Jurgens ·
M.M. Kaajan · 
P.H.A Knol · 
R.W.L. Koopmans* · 
A. Kuijer · 
C.C.W. Lange ·
B. Meijer ·
E.A. Minderhoud ·
A.J.C. de Moor-van Vugt ·
J.M.L. Niederer ·
A.G.A. Nijmeijer* ·
W. den Ouden · 
J.C.A. de Poorter · 
B.P.M. van Ravels · 
J. Schipper-Spanninga ·  
J.A.W. Scholten-Hinloopen ·
C.H. Sieburgh* ·
N.J. Schrijver ·
Th.G.M. Simons* · 
G. Snijders* ·
M. Soffers · 
G. Snijders* · 
E. Steendijk ·
A.L.J. van Strien* · 
R.J.M. van den Tweel ·
A. ten Veen · 
G.O. van Veldhuizen ·
H.C.P. Venema ·
D.A. Verburg ·
N. Verheij · 
M.B. Vos ·
P.J. Wattel* ·
R.J.G.M. Widdershoven* ·
J.M. Willems · 
C.M. Wissels · 
S.F.M. Wortmann · 
R. van Zwol 
(*staatsraad in buitengewone dienst)

Staatsraad van het Koninkrijk:
M.G.M. Schwengle (Aruba) · P.R.J. Comenencia (Curaçao) · M.C. van der Sluijs-Plantz (Sint Maarten)